# Enigma (pel·lícula de 1983)
Enigma és una pel·lícula franco-britànica realitzat per Jeannot Szwarc estrenada l'any 1983. Ha estat doblada al català.

## Argument
Alex (Martin Sheen) és un dissident alemany que s'ha passat a l'Oest no sense haver-se'n emportat amb ell documents relatius a un important responsable de la policia, Limmer (Derek Jacobi), que li han estat enviats per la seva amiga de l'època, Karen (Brigitte Fossey).
Sota el seu nom de dissident, Janos, anima des d'aleshores des de París emissions de Radio Liberty destinades als països de més enllà del teló d'acer i sobretot a la República Democràtica Alemanya.
Alex viu en l'angoixa de ser capturat pels esbirros de Limmer que ell sospita que el volen fer callar.
L'agent Brodley (Michael Lonsdale), de la C.I.A. entra en contacte amb ell per reclutar-ho.
Brodley l'informa que els serveis secrets soviètics projecten l'assassinat de cinc dissidents passats a l'oest sense tanmateix que els seus serveis no coneguin els blancs.
L'únic mitjà, segons Brodley, per evitar aquests homicidis seria de recuperar un encriptador associats als mitjans de connexions de les potències del Pacte de Varsovia. Amb aquest descodificador podrien desxifrar els intercanvis dels soviètics i així assegurar els dissidents.
Alex, que vol tornar a veure Karen, marxa cap a Berlín-Est.
Sense saber-ho, és esperat per Limmer i Dimitri Vasilkov (Sam Neill), estrella en ascens del KGB, tots dos informats que una operació d'infiltració de Janos és en curs. Els serveis secrets de l'Est pensen que l'objectiu de Janos és robar un MiG 25.

## Repartiment
- Martin Sheen: Alex Holbeck
- Brigitte Fossey: Karen Reinhardt
- Sam Neill: Dimitri Vasilkov
- Michael Lonsdale: Brodley
- Derek Jacobi: Kurt Limmer
- Frank Finlay: Canarsky
- Kevin McNally: Bruno
- Michael Williams: Hirsch
- Warren Clarke: Konstantin
- David Baxt: Melton
- Michel Auclair: el metge
- Féodor Atkine: el responsable cultural
- Vernon Dobtcheff: l'alt responsable
- Yves Beneyton: un estudiant
- Gérard Buhr: el president del tribunal
- Gabrielle Lazure: una estudiant
- Philippe Caroit: un estudiant
- Corinne Dacla: una estudiant